# Cryptagama aurita
Cryptagama aurita är en ödleart som beskrevs av  Storr 1981. Cryptagama aurita ingår i släktet Cryptagama och familjen agamer. Inga underarter finns listade i Catalogue of Life.